# Озенн, Луиза Лаура
Луиза Лаура Озенн (фр. Louise-Laure Ozenne; 1808, Лувье — 14 апреля 1842) — французская писательница.

## Биография
Луиза Лаура Озенн родилась в 1808 году в нормандском городке Лувье.
Свои статьи о современных романистах Л. Л. Озенн публиковала в «Revue française et étrangère»; в 1843 году они были собраны в единый сборник под заглавием «Mélanges critiques et littéraires».
Кроме того, в 1839 году писательница составила большой труд «Tableau géographique, statistique et historique, suivi d’un précis de la langue et de la littérature nationale» (буквально «Географическая, статистическая и историческая таблица, за которой следует краткое изложение языка и национальной литературы»).
С 1840 года, помимо прочего, Озенн читала студентам курс всеобщей истории литературы.
Многим её планам помешала смерть: Луиза Лаура Озенн скончалась 14 апреля 1842, в возрасте 34-х лет.